# Kirovskij rajon (Oblast' di Kaluga)
Il Kirovskij rajon (in russo Кировский район?) è un rajon dell'Oblast' di Kaluga, nella Russia europea; il capoluogo è Kirov. Istituito nel 1929, ricopre una superficie di 1.000,4 chilometri quadrati.